# Monti Džugdžur
I monti Džugdžur (in russo Хребет Джугджу́р?, Chrebet Džugdžur) sono una catena montuosa situata nell'estremo oriente russo, amministrativamente comprese nel Territorio di Chabarovsk.
I monti si allungano parallelamente alla costa del mare di Ochotsk per circa 700 km in direzione sudovest-nordest, dall'estremità occidentale dei monti Stanovoj e dal bacino della Uda fino ai monti della Judoma e al bacino del fiume Ochota; culminano a 1.906 metri di quota (monte Topko) nel settore centrale.
I monti segnano un'importante linea spartiacque fra i fiumi (molto brevi, data la vicinanza dei monti alla costa) diretti al mare di Ochotsk (Ul'ja, Aldoma) e quelli, molto più imponenti, diretti al mar Glaciale Artico tramite il bacino idrografico della Lena (fra i principali, la Maja, il Majmakan e l'Učur, tutti tributari diretti o indiretti della Lena).
L'intera zona è pressoché disabitata, ad eccezione di alcuni villaggi minerari e alcuni insediamenti pescherecci lungo la costa.